# LEGO Rock Raiders (videogioco)
LEGO Rock Raiders è un videogioco strategico in tempo reale della serie Rock Raiders, appartenente alla linea LEGO, pubblicato nel 1999 per Windows e nel 2000 per PlayStation.

## Trama
A bordo dell'imponente astronave da scavo L.M.S. Explorer, i Rock Raiders stanno tornando a casa dopo una lunga spedizione ai limiti estremi della galassia. Tutto sembra procedere per il meglio, fino a quando la nave non si imbatte accidentalmente in un campo di asteroidi. L'equipaggio lotta con tutte le proprie forze per guidare la nave attraverso la tempesta di rocce, ma il continuo bombardamento contro la chiglia riduce rapidamente l'integrità delle sue protezioni a una condizione critica. Proprio quando i Rock Raiders iniziano a pensare che la situazione abbia raggiunto il peggio, i sensori della nave rilevano, al centro del campo di asteroidi, un immenso buco nero dove stanno per essere risucchiati. Con la nave a corto di energia e fuori controllo, l'equipaggio non può fare altro che accettare il proprio destino.
Pur seriamente danneggiata e spinta dai propulsori d'emergenza, la nave riesce miracolosamente a emergere intatta dal buco nero. L'iniziale sollievo degli uomini a bordo si tramuta però presto in costernazione quando questi capiscono che il buco nero li ha proiettati dall'altra parte dell'universo, nel cuore di una remota galassia aliena. Chief, il capitano dell'L.M.S. Explorer, decide di fare rotta verso il pianeta più vicino, sperando che i propulsori d'emergenza riescano a reggere abbastanza a lungo da portare la nave a destinazione. Il tempo è di estrema importanza: se i Rock Raiders vogliono conservare qualche possibilità di tornare a casa, sono costretti a effettuare delle riparazioni d'emergenza, e soprattutto devono rifornire la loro nave di cristalli energetici.
Quando l'L.M.S. Explorer penetra nell'orbita che circonda lo strano pianeta alieno, un'analisi geologica rivela la presenza di ricchi filoni di cristalli energetici sotto la superficie del pianeta: a questo punto, i Rock Raider entrano in orbita e si metteranno al lavoro per poter ritornare a casa.

## Modalità di gioco (Versione PC)
Il gioco è suddiviso in 25 missioni; prima di ogni missione, Chief, il comandante dell'L.M.S. Explorer, ne descrive l'obiettivo, che in genere consiste nel raccogliere un certo numero di cristalli energetici, e avverte dei principali pericoli che si possono incontrare nel gioco. A volte durante la missione Chief compare nuovamente per dare consigli al giocatore, e compare anche al suo termine per dare un voto, espresso in percentuale, relativo al grado di completamento della missione; infatti raggiungere gli obiettivi descritti all'inizio della partita e basta non è sufficiente per ottenere il voto 100%.
Tutte le missioni del gioco si svolgono nelle caverne del pianeta alieno, fatte di terra, di fuoco o di ghiaccio (l'L.M.S. Explorer si può vedere solo nei filmati perché nessuna missione è ambientata al suo interno). In ogni missione si possono comandare diversi Rock Raiders, tranne in situazioni particolari in cui è il giocatore stesso a decidere quanti Rock Raiders utilizzare: se desidera altri Rock Raiders può teletrasportarli dall'L.M.S. Explorer al pianeta, mentre può fare il contrario se invece vuole ridurne il numero. Dall'L.M.S. Explorer non si teletrasportano solo Rock Raiders ma anche edifici e veicoli.
Nel corso delle missioni i Rock Raiders trivellano le pareti della caverna per trovare cristalli energetici e minerali che vengono utilizzati per la costruzione di edifici e veicoli. In molte missioni sono presenti dei mostri, i quali si nutrono di cristalli energetici, e lumaconi che assorbono energia dagli edifici, quindi bisogna armare i Rock Raiders con le pistole laser e i blaster sonici per respingere gli attacchi dei mostri; oltre a essi frane e fiumi di lava possono rendere la missione molto rischiosa. Come se non bastasse in molte missioni l'ossigeno dell'aria è presente in quantità limitata e i Rock Raiders lo consumano respirando, per cui bisogna fare attenzione che l'ossigeno non si esaurisca completamente, altrimenti la missione fallisce.
Ogni cristallo energetico può essere trovato dietro alcune rocce o scavando contro una vena, e può essere immagazzinato in un Deposito degli attrezzi o in una Centrale Energetica, ma possiede anche un'energia limitata. Quando tale energia si esaurisce, diventa di colore viola e viene portato nel Deposito degli Attrezzi per essere ricaricato vicino ad una vena di ricarica (se c'è). I minerali, invece, sono invece delle piccole specie di sfere marroni, che però possono essere portati alla Raffineria, che può convertire 5 unità di minerali in un blocco da costruzione, il quale è capace di diminuire i tempi di costruzione a seguito delle minor quantità di minerali da portare sul posto.

### I Rock Raiders
I principali Rock Raiders (presenti solo nei filmati e pertanto assenti nel corso delle missioni) sono:
- Chief: capitano dell'L.M.S. Explorer. È colui che insegna al giocatore come si gioca e spiega le missioni nel gioco.
- Sparks: allievo navigatore; mago dell'elettronica e della meccanica.
- Docs: comandante; geologo dall'immensa cultura.
- Axle: allievo navigatore; adora stare ai comandi della Trivella del sottosuolo.
- Jet: luogotenente di volo; pilota coraggioso e dal grande talento.
- Bandit: sotto-luogotenente; navigatore e marinaio esperto.

I Rock Raiders nel gioco sono esteriormente tutti uguali, e indossano una tuta arancione simile a quella di Sparks, ma ognuno di lor può avere caratteristiche differenti dagli altri, e per distinguerli si può assegnare a ognuno di loro un nome. Cliccando su un Rock Raider, si visualizza una barra verde e un tramezzino. La barra verde indica lo scudo, ovvero un campo di forza protettivo che fa sì che i Rock Raiders non rimangano feriti, e diventa rossa man mano che subisce danni; una volta finito tutto lo scudo, il Rock Raider verrà teletrasportato all'L.M.S. Explorer. Il tramezzino è diviso in quattro parti, che scompaiono man mano che il Rock Raider lavora, e quando il tramezzino è scomparso del tutto il Rock Raider lavorerà più lentamente fino a quando non verrà sfamato. È possibile sfamarlo manualmente selezionandolo e poi cliccando sul bottone "Sfama Rock Raider", ma dopo che viene costruita la Stazione di Sostegno i Rock Raiders si sfamano da soli non appena gli viene fame.
Muovendo il puntatore su un Rock Raider viene inoltre visualizzato il suo inventario, ove si può vedere quali oggetti porta con sé e quali addestramenti ha seguito; per eseguire alcune operazioni è infatti necessario disporre di attrezzi particolari o aver seguito uno specifico addestramento.

### Ambienti
Vi sono tre tipi di ambienti che si possono incontrare nel gioco, e ogni missione è ambientato in uno di essi:
- Ambiente roccioso: è caratterizzato da rocce grigie e il suo maggior pericolo sono le frane, i mostri della roccia e nelle ultime missioni anche i lumaconi. Spesso si trovano anche corpi d'acqua che richiederanno l'assistenza di veicoli acquatici.
- Ambiente glaciale: è caratterizzato da rocce bianche e azzurre. La lava, e in compenso sono frequenti i laghi o i fiumi. Frane e mostri del ghiaccio sono gli unici pericoli per i Rock Raiders.
- Ambiente vulcanico: è caratterizzato da rocce marroni e rosse. In tutte le missioni di questo ambiente è presente la lava, la quale rappresenta una seria minaccia perché può erodere il terreno e distruggere tutto ciò che incontra sul suo cammino, e può essere solo rallentata dalle vie energetiche.

### Tipi di roccia
Nelle caverne si possono incontrare diversi tipi di rocce:
- Terriccio: è il tipo di roccia più semplice da trivellare.
- Roccia friabile: richiede più tempo per essere trivellato rispetto al terriccio ma è comunque piuttosto facile da trivellare.
- Roccia dura: può essere trivellato solo con particolari trivelle molto potenti o con l'uso della dinamite.
- Roccia compatta: non può essere trivellata in nessun modo, nemmeno tramite l'uso della dinamite, pertanto rimane intatta per tutta la missione.
- Filone di minerali: richiede molto tempo per essere trivellato ma è ricco di minerali.
- Filone di cristalli energetici: richiede molto tempo per essere trivellato ma è ricco di cristalli energetici.
- Filone di ricarica: è inserito all'interno della roccia compatta, pertanto non può essere trivellato, ma può essere utilizzato per ricaricare i cristalli energetici che hanno perso la loro energia.

### Creature
Le caverne del pianeta sono infestate di strane creature, alcune innocue, altre pericolose.
- Pipistrelli: svolazzano per le caverne, non sono pericolosi ma possono far perdere tempo ai Rock Raiders spaventandoli.
- Piccoli ragni: si possono trovare ovunque, non sono pericolosi ma secernono una sostanza molto viscida che li protegge dai pipistrelli, pertanto i Rock Raiders possono scivolare se si trovano in prossimità dei ragni. Sono l'unico tipo di creatura presente in tutte le missioni.
- Lumaconi: sono lumache giganti senza guscio che vivono in tane sotterranee, e li si possono trovare nelle missioni con ambiente roccioso. Non sono aggressivi, ma risucchiano l'energia direttamente dalle strutture dei Rock Raiders; possono essere allontanati tramite l'utilizzo del Blaster Sonico.
- Mostri della roccia, del ghiaccio e della lava: fuoriescono dalle pareti nelle missioni con il rispettivo ambiente elementale. Sono molto pericolosi perché divorano i cristalli energetici e danneggiano le strutture. Camminano velocemente sulle macerie e sono rallentati dalle vie energetiche, che però possono distruggere; inoltre sono facilmente distruttibili dalle recinzioni elettrificate, e i mostri della roccia e del ghiaccio sono vulnerabili ai raggi laser, mentre i mostri della lava sono abbastanza resistenti ai raggi respingenti e raggi laser, ma (stranamente) vulnerabili a quelli congelanti.

### Attrezzi
Ogni Rock Raiders può utilizzare diversi attrezzi nel corso del gioco, ma siccome il numero di attrezzi che può portare con sé è limitato, bisogna scegliere con attenzione quali far tenere ai Rock Raiders a seconda del tipo di missione.
Gli attrezzi disponibili sono:
- Trivella: serve a trivellare il terriccio, la roccia friabile e i filoni di minerali e di cristalli energetici.
- Pala: serve a rimuovere le macerie, le quali si formano dopo che è stata trivellata una parete o dopo una frana.
- Martello: serve a rinforzare una parete. Una parete rinforzata ferma le frane e impedisce ai mostri di fuoriuscire da essa.
- Chiave inglese: serve a riparare un edificio danneggiato.
- Raggio laser: serve a difendersi dai mostri della roccia o del ghiaccio. I mostri della lava e i lumaconi sono abbastanza resistenti a tale arma.
- Raggio respingente: serve a difendersi da tutti i tipi di mostri. A differenza del raggio laser un mostro colpito da un raggio respingente viene solo respinto e non definitivamente K.O.
- Raggio congelante: serve a difendersi dai mostri della lava.
- Blaster sonico: serve a mettere in fuga i lumaconi.

### Addestramenti
Ogni Rock Raiders può seguire diversi addestramenti che gli consentono di acquisire particolari abilità:
- Guidatore: consente di guidare i veicoli di terra.
- Navigatore: consente di guidare i veicoli acquatici.
- Geologo: consente di utilizzare al meglio il radar ed i sensori.
- Ingegnere: consente di riparare le strutture danneggiate.
- Artificiere: consente di utilizzare la dinamite.
- Pilota: consente di pilotare i veicoli volanti.

### Strutture
All'interno di una caverna è possibile costruire un gran numero di strutture. La costruzione avviene raccogliendo un determinato numero di cristalli energetici e di minerali, e una volta raccolti la struttura richiesta viene teletrasportata dall'L.M.S. Explorer al pianeta.
Quasi tutte le strutture per poter funzionare richiedono energia, ricavabile dai cristalli energetici, pertanto prima di edificare una struttura bisogna verificare di avere abbastanza cristalli energetici sia per costruirla che per farla funzionare.
Gli edifici sono collegati tra loro da vie energetiche, che sono come delle strade e svolgono principalmente tre funzioni: velocizzano gli spostamenti dei Rock Raiders e dei veicoli, consentono all'energia di fluire da un edificio all'altro come se fossero dei cavi elettrici e rallentano il processo di erosione della lava. L'insieme delle strutture e delle vie energetiche all'interno di una caverna viene definito base sotterranea.
Le strutture presenti nel gioco sono:
- Deposito degli attrezzi: è la più importante struttura della base sotterranea, in genere è già presente nella caverna all'inizio delle missioni. Qui i Rock Raiders prendono gli attrezzi di cui hanno bisogno e depositano i cristalli energetici e i minerali che raccolgono. Funge anche da piattaforma di teletrasporto temporanea con cui si possono teletrasportare Rock Raiders al pianeta. In questa struttura si possono addestrare i Rock Raiders come artificieri. È l'unico edificio che può funzionare anche senza energia ed è l'unico a non richiedere alcuna materia prima per la sua costruzione. Al livello 1, questa struttura sblocca la Piattaforma di teletrasporto, mentre al livello 2 consente ai Rock Raiders di addestrarsi come artificieri.
- Piattaforma di teletrasporto: consente di teletrasportare al pianeta Rock Raiders e veicoli piccoli. Qui si possono addestrare i Rock Raiders come piloti. La sua costruzione richiede 8 unità di minerali. Al livello 1, questa struttura sblocca la Centrale energetica e i Moli, mentre al livello 2 sblocca il Piccolo tagliapietre mobile al laser e lo Scout delle gallerie.
- Moli: consente ai veicoli acquatici di attraccare. È l'unica struttura che può essere costruita solo sulla riva di un fiume o di un lago sotterraneo. Qui si possono addestrare i Rock Raiders come navigatori. La sua costruzione richiede un cristallo energetico e 8 unità di minerali. Non è migliorabile.
- Centrale energetica: questa struttura estrae l'energia dai cristalli energetici e la distribuisce alle altre strutture in modo analogo ad una centrale elettrica. La Centrale energetica consente anche la costruzione delle recinzioni elettrificate, utili per difendere la base sotterranea dai mostri. La sua costruzione richiede 2 cristalli energetici e 12 unità di minerali. Al livello 1, questa struttura sblocca la stazione di sostegno.
- Stazione di sostegno: consente ai Rock Raiders di mangiare, effettua il riciclo dell'aria nelle missioni in cui l'ossigeno si esaurisce, e consente di addestrare i Rock Raiders come guidatori. La sua costruzione richiede 3 cristalli energetici e 15 unità di minerali. Al livello 1, questa struttura sblocca la Stazione di potenziamento, il Centro geologico e la Raffineria, mentre al livello 2 sblocca il Laser da miniera e il Super teletrasporto.
- Stazione di potenziamento: consente di potenziare i veicoli e di addestrare i Rock Raiders come ingegneri. La sua costruzione richiede 3 cristalli energetici e 20 unità di minerali. Al livello 1, questa struttura riduce i tempi di miglioramento dei veicoli.
- Centro geologico: consente di visualizzare sul radar cosa c'è oltre le pareti della caverna ancora non trivellate, e di addestrare i Rock Raiders come geologi. La sua costruzione richiede 3 cristalli energetici e 20 unità di minerali. Al livello 1, i livelli di scanner incrementano, ed incrementano al massimo quando la struttura è al livello 2.
- Raffineria: trasforma i minerali in blocchi da costruzione i quali vengono utilizzati per la costruzione degli edifici al posto dei minerali. La sua costruzione richiede 3 cristalli energetici e 20 unità di minerali. Ai livelli 1, 2 e 3, i minerali richiesti per produrre un mattone da costruzione si riducono a 4, 3 e infine 2.
- Laser da miniera: consente di scavare la roccia utilizzando il laser, che però viene usata di rado in quanto consuma molta energia. La sua costruzione richiede 1 cristallo energetico e 15 unità di minerali. Quando migliorato al livello 1, 4 colpi di laser utilizzeranno un solo cristallo energetico.
- Super teletrasporto: consente di teletrasportare al pianeta i veicoli grandi. La sua costruzione richiede 2 cristalli energetici e 20 unità di minerali. Al livello 1, questo edificio può trasportare il Grande tagliapietre mobile al laser, la Super Trivella e, se anche i Moli sono stati costruiti, la Nave da carico, che può essere usata per portare Rock Raiders e piccoli veicoli dall'altra parte dell'acqua.

Molte strutture per poter essere costruite richiedono la presenza di altre, il che genera una sorta di gerarchia tra le strutture che può essere così schematizzata:
- Grado 1: Deposito degli attrezzi.
- Grado 2: Piattaforma di teletrasporto.
- Grado 3: Moli e Centrale energetica.
- Grado 4: Stazione di sostegno, Stazione di potenziamento, Centro geologico e Raffineria.
- Grado 5: Laser da miniera e Super teletrasporto.

Le strutture di grado superiore non possono essere costruite fino a quando non viene costruita almeno una struttura per ogni grado inferiore; per esempio, una Centrale energetica può essere costruita solo se nella base sotterranea sono presenti il Deposito degli attrezzi e la Piattaforma di teletrasporto.

### Veicoli
Vi sono molti veicoli che i Rock Raiders possono utilizzare. Per poter costruire un veicolo è necessario possedere un certo numero di cristalli energetici ed una struttura in grado di teletrasportarli al pianeta, ovvero la Piattaforma di teletrasporto nel caso dei veicoli piccoli ed il Super teletrasporto nel caso dei veicoli grandi. Molti veicoli possono essere potenziati presso la Stazione di potenziamento.
Veicoli piccoli
- Hoverboard: consente di effettuare ricognizioni ad ampio raggio. Nonostante sia un veicolo volante può muoversi solo sulla terra, ma in compenso è estremamente veloce. La sua costruzione richiede un cristallo energetico.
- Piccola scavatrice: consente di trivellare tutti i tipi di roccia eccetto quella compatta, anche se è molto lenta nel trivellare la roccia dura. Nonostante la presenza di un vano cargo sul retro questo veicolo non può trasportare oggetti. La sua costruzione richiede un cristallo energetico
- Piccolo camion da trasporto: consente di trasportare rapidamente minerali, cristalli energetici e blocchi da costruzione. La sua costruzione richiede 2 cristalli energetici
- Rock'Maran: ha la forma di un piccolo catamarano e consente di muoversi nei laghi e nei fiumi sotterranei. Nonostante la presenza di un vano cargo sul retro questo veicolo non può trasportare oggetti. La sua costruzione richiede 2 cristalli energetici.
- Piccolo tagliapietre mobile al laser: consente di scavare la roccia tramite l'utilizzo del laser, questa tecnica di scavo consuma molta energia pertanto viene utilizzata di rado. Questo veicolo non può scavare la roccia dura. La sua costruzione richiede 3 cristalli energetici.
- Scout delle gallerie: ha la forma di un piccolo elicottero e può sorvolare terra, acqua e lava. L'utilizzo dello Scout delle gallerie è l'unico metodo per oltrepassare un lago od un fiume di lava. La sua costruzione richiede 3 cristalli energetici.

Veicoli grandi
- Scavatrice del sottosuolo: consente di rimuovere le macerie. La sua costruzione richiede 4 cristalli energetici.
- Trivella del sottosuolo: consente di trivellare tutti i tipi di roccia eccetto quella compatta, anche se è un po' lenta nel trivellare la roccia dura. È l'unico veicolo dotato di zampe, grazie alle quali si muove rapidamente sulle macerie. La sua costruzione richiede 3 cristalli energetici
- Grande tagliapietre mobile al laser: consente di scavare la roccia tramite l'utilizzo del laser, questa tecnica di scavo consuma molta energia pertanto viene utilizzata di rado. A differenza del Piccolo tagliapietre mobile al laser questo veicolo può scavare anche la roccia dura. La sua costruzione richiede 3 cristalli energetici.
- Nave da carico: ha la forma di un catamarano, può contenere nella sua stiva un veicolo piccolo e trasportarlo attraverso laghi e fiumi sotterranei. La sua costruzione richiede 4 cristalli energetici.
- Super trivella: è la regina delle trivelle, consente di trivellare rapidamente tutti i tipi di roccia eccetto quella compatta. Per contro è un veicolo molto lento. Nonostante la presenza di un vano cargo sul retro questo veicolo non può trasportare oggetti. La sua costruzione richiede 5 cristalli energetici.
- Super elicottero: ha la forma di un grande elicottero con quattro eliche. È l'unico veicolo che non può essere né costruito né utilizzato, e compare solo nei filmati e al termine della missione "Festa del ghiaccio". La sua funzione è probabilmente il trasporto di veicoli e Rock Raiders.

Per poter essere guidati, i veicoli terrestri richiedono un Rock Raider addestrato come guidatore, quelli volanti (Hoverboard e Scout delle gallerie) uno addestrato come pilota e quelli acquatici (Rock'Maran e Nave da carico) uno addestrato come navigatore.

## Modalità di gioco (PlayStation)
Al contrario della versione PC, puramente strategica, la versione PS1 è un misto tra strategia e azione concentrata sull'esplorazione dove il giocatore controlla un solo personaggio e non un intero complesso. La maggior parte delle missioni richiede al giocatore di raccogliere una certa quantità di cristalli energetici, mentre alcune missioni richiedono che il giocatore salvi i Rock Raiders rimasti intrappolati da frane. Ci sono diciotto missioni della campagna a giocatore singolo e sei missioni multiplayer, completamente diverse tra le versioni NTSC e PAL del gioco. La versione PAL include anche tre missioni bonus accessibili dopo il completamento della campagna, e dodici missioni in multigiocatore che riutilizzano i livelli della campagna principale. Invece di una percentuale, alla fine di ogni missione si ottiene una medaglia di bronzo (gli obiettivi minimi richiesti sono completi), d'argento (la maggior parte degli obiettivi è completa) o d'oro (tutti gli obiettivi completati nel tempo richiesto).

## Accoglienza
| Testata  | Versione | Giudizio |
| -------- | -------- | -------- |
| IGN      | PC       | 6/10     |
| GameSpot | PC       | 6/10     |
| GameSpot | PS1      | 3.2/10   |

La versione PC del gioco ha ricevuto un'accoglienza media da parte dei siti IGN e GameSpot, con un voto di 6/10 da entrambi i siti. La versione PlayStation ha avuto invece un'accoglienza molto meno positiva, con un punteggio 3.2/10 da GameSpot. Il gioco è stato lodato per la grafica e gli effetti sonori, oltre che al suo gameplay interessante, ma è stato spesso criticato per essere certe volte frustrante e noioso.